# Sweetwater (Tennessee)
Pour les articles homonymes, voir Sweetwater.
Sweetwater est une municipalité américaine située dans le comté de Monroe au Tennessee. Lors du recensement de 2010, sa population est de 5 764 habitants.

## Géographie
Sweetwater est située au cœur d'une vallée agricole, aux pieds des monts Great Smoky.
Selon le Bureau du recensement des États-Unis, la municipalité s'étend en 2010 sur une superficie de 8,52 milles carrés (22,07 km2). Une petite partie de Sweetwater se trouve dans le comté voisin de McMinn, un territoire inhabité de 0,12 milles carrés (0,31 km2)

## Histoire
La localité est fondée au milieu du XIXe siècle. Elle devient une municipalité en 1875.
Sweetwater (« eau douce ») doit probablement son nom à des sources situées sur son territoire,. Selon certaines versions, il s'agirait de la traduction du nom cherokee de la source : Culla saga.

## Démographie
La population de Sweetwater est estimée à 5 933 habitants au 1er juillet 2016.
Le revenu par habitant était en moyenne de 21 491 dollars par an entre 2012 et 2016, en-dessous de la moyenne du Tennessee (26 019 dollars) et de la moyenne nationale (29 829 dollars). Sur cette même période, 17,1 % des habitants de Sweetwater vivaient sous le seuil de pauvreté (contre 15,8 % dans l'État et 12,7 % à l'échelle des États-Unis).